# Lekkoatletyka na Letnich Igrzyskach Olimpijskich 1932 – bieg na 1500 m mężczyzn

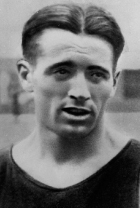
Luigi Beccali

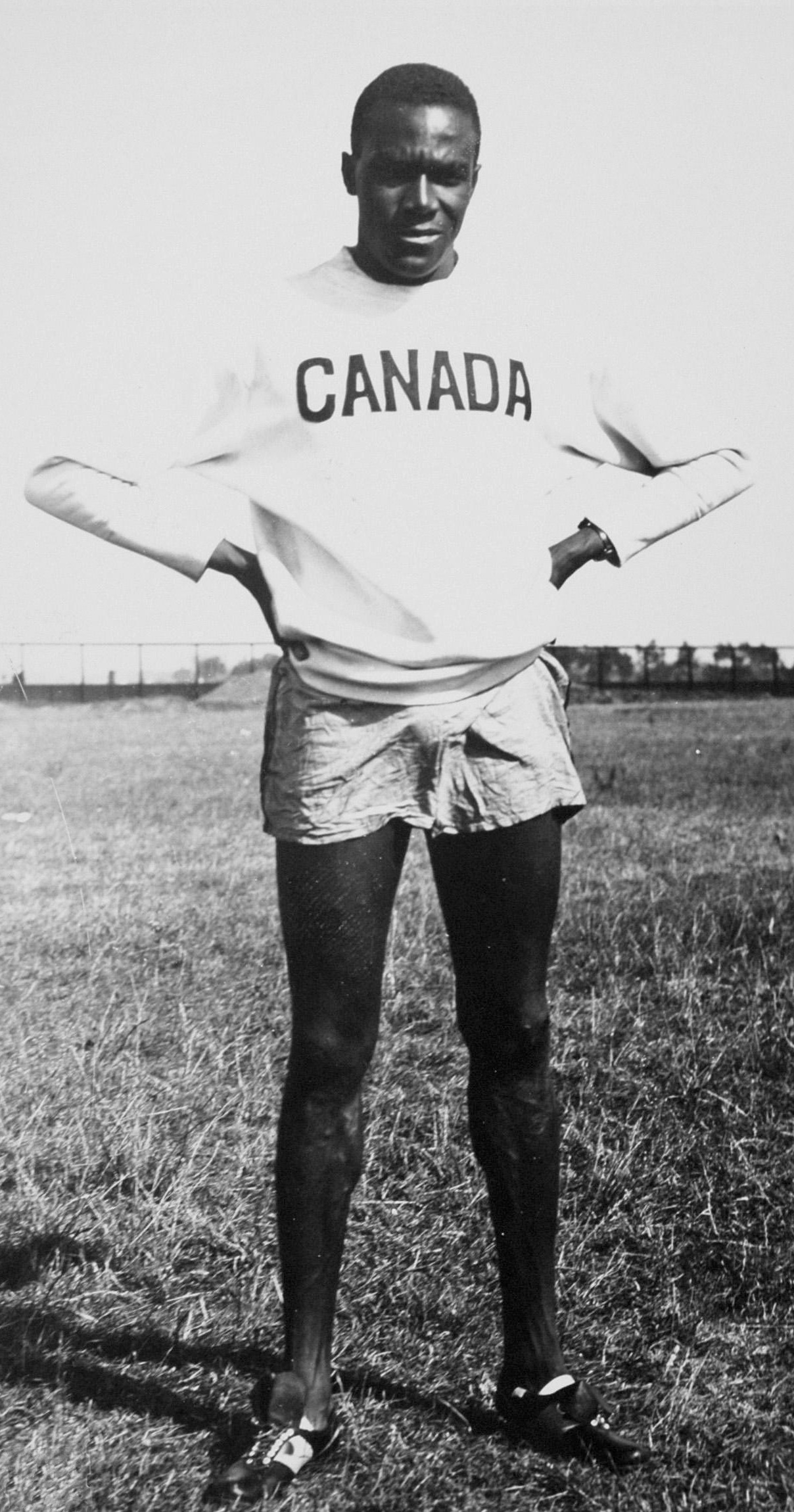
Phil Edwards

Bieg na 1500 metrów mężczyzn był jedną z konkurencji rozgrywanych podczas X Letnich Igrzysk Olimpijskich. Biegi zostały rozegrane w dniach 3–4 sierpnia 1932 roku na stadionie Los Angeles Memorial Coliseum w Los Angeles. Wystartowało 24 zawodników z 14 krajów.

## Rekordy
|                   | Zawodnik         | Wynik  | Miejsce   | Data                     |
| ----------------- | ---------------- | ------ | --------- | ------------------------ |
| Rekord świata     | Jules Ladoumègue | 3:49,2 | Paryż     | 5 października 1930(dts) |
| Rekord olimpijski | Harri Larva      | 3:53,2 | Amsterdam | 2 sierpnia 1928(dts)     |

## Terminarz
| Data            |            | Godzina |
| --------------- | ---------- | ------- |
| 3 sierpnia 1932 | Eliminacje | 17:15   |
| 4 sierpnia 1932 | Finał      | 15:45   |

## Wyniki

### Eliminacje
Z każdego z biegów eliminacyjnych trzech najlepszych zawodników awansowało do finału.

#### Bieg 1
| Poz. | Zawodnik               | Reprezentacja     | Czas   | Uwagi |
| ---- | ---------------------- | ----------------- | ------ | ----- |
| 1.   | Glenn Cunningham       | Stany Zjednoczone | 3:55,8 | Q     |
| 2.   | Jerry Cornes           | Wielka Brytania   | 4:01,0 | Q     |
| 3.   | Martti Luomanen        | Finlandia         | 4:01,5 | Q     |
| 4.   | Phil Edwards           | Kanada            | 4:03,5 | Q     |
| 5.   | Hermenegildo del Rosso | Argentyna         | 4:06,0 |       |
| 6.   | Christian Markersen    | Dania             | 4:06,5 |       |
| 7.   | Amilio Rodríguez       | Meksyk            | b.d.   |       |
| –    | João Andrade           | Brazylia          | DNS    |       |
| –    | Alex Hillhouse         | Australia         | DNS    |       |
| –    | Janusz Kusociński      | Polska            | DNS    |       |
| –    | Roger Rochard          | Francja           | DNS    |       |

#### Bieg 2
| Poz. | Zawodnik          | Reprezentacja     | Czas   | Uwagi |
| ---- | ----------------- | ----------------- | ------ | ----- |
| 1.   | Jack Lovelock     | Nowa Zelandia     | 3:58,0 | Q     |
| 2.   | Norwood Hallowell | Stany Zjednoczone | 3:58,1 | Q     |
| 3.   | Eddie King        | Kanada            | 3:58,6 | Q     |
| 4.   | Harri Larva       | Finlandia         | 3:58,8 | Q     |
| 5.   | Paul Martin       | Szwajcaria        | 3:59,1 |       |
| 6.   | Folke K. Skoog    | Szwecja           | 3:59,6 |       |
| 7.   | Bill Barwick      | Australia         | 4:03,5 |       |
| –    | Armando Bréa      | Brazylia          | DNF    |       |
| –    | Séra Martin       | Francja           | DNS    |       |
| –    | Jaime Merino      | Meksyk            | DNS    |       |

#### Bieg 3
| Poz. | Zawodnik      | Reprezentacja     | Czas   | Uwagi |
| ---- | ------------- | ----------------- | ------ | ----- |
| 1.   | Luigi Beccali | Włochy            | 3:59,6 | Q     |
| 2.   | Eino Purje    | Finlandia         | 3:59,7 | Q     |
| 3.   | Eric Ny       | Szwecja           | 3:59,9 | Q     |
| 4.   | Frank Crowley | Stany Zjednoczone | 4:00,0 | Q     |
| 5.   | Les Wade      | Kanada            | 4:00,5 |       |
| 6.   | Pedro Ortíz   | Meksyk            | 4:18,0 |       |
| –    | Nestor Gomes  | Brazylia          | DNF    |       |
| –    | Reg Thomas    | Wielka Brytania   | DNF    |       |
| –    | Otto Peltzer  | Niemcy            | DNF    |       |
| –    | Jean Keller   | Francja           | DNS    |       |
| –    | Luis Oliva    | Argentyna         | DNS    |       |

### Finał
| Poz. | Zawodnik          | Reprezentacja     | Czas   | Uwagi |
| ---- | ----------------- | ----------------- | ------ | ----- |
| 1.   | Luigi Beccali     | Włochy            | 3:51,2 | [ 3 ] |
| 2.   | Jerry Cornes      | Wielka Brytania   | 3:52,6 | [ 4 ] |
| 3.   | Phil Edwards      | Kanada            | 3:52,8 | [ 5 ] |
| 4.   | Glenn Cunningham  | Stany Zjednoczone | 3:53,4 |       |
| 5.   | Eric Ny           | Szwecja           | 4:54,6 |       |
| 6.   | Norwood Hallowell | Stany Zjednoczone | 3:55,0 |       |
| 7.   | Jack Lovelock     | Nowa Zelandia     | 3:57,8 |       |
| 8.   | Frank Crowley     | Stany Zjednoczone | 3:58,1 |       |
| 9.   | Martti Luomanen   | Finlandia         | 3:58,4 |       |
| 10.  | Harri Larva       | Finlandia         | 3:58,4 |       |
| –    | Eino Purje        | Finlandia         | DNF    |       |
| –    | Eddie King        | Kanada            | DNS    |       |